# اوشن‌ویو (دلاور)
اوشن‌ویو، دلاور (به انگلیسی: Ocean View, Delaware) یک سکونتگاه مسکونی در ایالات متحده آمریکا با جمعیت ۱٬۸۸۲ نفر است که در دلاویر واقع شده‌است.